# Une perle
Pour les articles homonymes, voir Perle (homonymie).
Une perle (The Case of the Perfect Maid) est une nouvelle policière d'Agatha Christie mettant en scène Miss Marple.
Initialement publiée en avril 1942 dans la revue The Strand Magazine au Royaume-Uni, cette nouvelle a été reprise en recueil en 1950 dans Three Blind Mice and Other Stories aux États-Unis. Elle a été publiée pour la première fois en France dans le recueil Trois souris... en 1985.

## Publications
Avant la publication dans un recueil, la nouvelle avait fait l'objet de publications dans des revues :
- en avril 1942, au Royaume-Uni, sous le titre « The Perfect Maid », dans le no 616 de la revue The Strand Magazine[1] ;
- le 13 septembre 1942, aux États-Unis, sous le titre « The Maid Who Disappeared », dans la revue Chicago Sunday Tribune[1] ;
- en juillet 1957, aux États-Unis, sous le titre « The Servant Problem », dans le no 164 (no 1, vol. 30) de la revue Ellery Queen’s Mystery Magazine[2].

La nouvelle a ensuite fait partie de nombreux recueils :
- en 1950, aux États-Unis, dans Three Blind Mice and Other Stories[1] (avec 8 autres nouvelles) ;
- en 1966, aux États-Unis, dans Surprise! Surprise! (avec 11 autres nouvelles) ;
- en 1979, au Royaume-Uni, dans Miss Marple's Final Cases and Two Other Stories[1] (avec 7 autres nouvelles) ;
- en 1985, en France, dans Trois souris... (avec 5 autres nouvelles) ;
- en 2001, en France, dans Miss Marple tire sa révérence (adaptation du recueil britannique de 1979).

## Adaptation
- 2004 : The Faultless Maid, épisode de la série animée japonaise Agatha Christie's Great Detectives Poirot and Marple[3].